# Gare d'Universal City
La gare d'Universal City (ユニバーサルシティ駅, Unibāsaru Shiti-eki) est une gare ferroviaire située dans l'arrondissement de Konohana, à Osaka au Japon. Elle est exploitée par la compagnie JR West. 

## Situation ferroviaire
La gare d'Universal City est située au point kilométrique (PK) 3,2 de la ligne Sakurajima (également appelée ligne JR Yumesaki).

## Histoire
La gare a été inaugurée le 1er mars 2001, en prévision de l'ouverture du parc Universal Studios Japan le 31 mars 2001.

## Service des voyageurs

### Accueil
La gare dispose d'un bâtiment voyageurs, avec guichets, ouvert tous les jours. La gare a été conçue par l'architecte Tadao Andō.

### Desserte
- Ligne Sakurajima (Ligne JR Yumesaki) :
  - voie 1 : direction Nishikujō (interconnexion avec la ligne circulaire d'Osaka pour Osaka et Tennōji)
  - voie 2 : direction Sakurajima

## Dans les environs
- Universal Studios Japan